# Острый миелобластный лейкоз без созревания
Острый миелобластный лейкоз без созревания — быстро прогрессирующая форма острого миелоидного лейкоза, классифицируемая по FAB как «M1». Характеризуется преобладанием резко незрелых миелоидных бластных клеток в костном мозге или в крови.